# Kakiage
Kakiage, hay còn gọi là kaki-age (かき揚げ, 掻き揚げ or かきあげ), là một món ăn của Nhật Bản và là một dạng món ăn của tempura.  Nó được chế biến bằng cách nhúng bột và chiên ngập trong dầu cùng với những nguyên liệu như tôm (hoặc một nắm tôm loại nhỏ). Kakiage còn có thể được làm từ loại hải sản khác như sò điệp loại nhỏ, rau băm nhỏ hoặc có thể dùng các nguyên liệu trộn lẫn với nhau.

## Mô tả

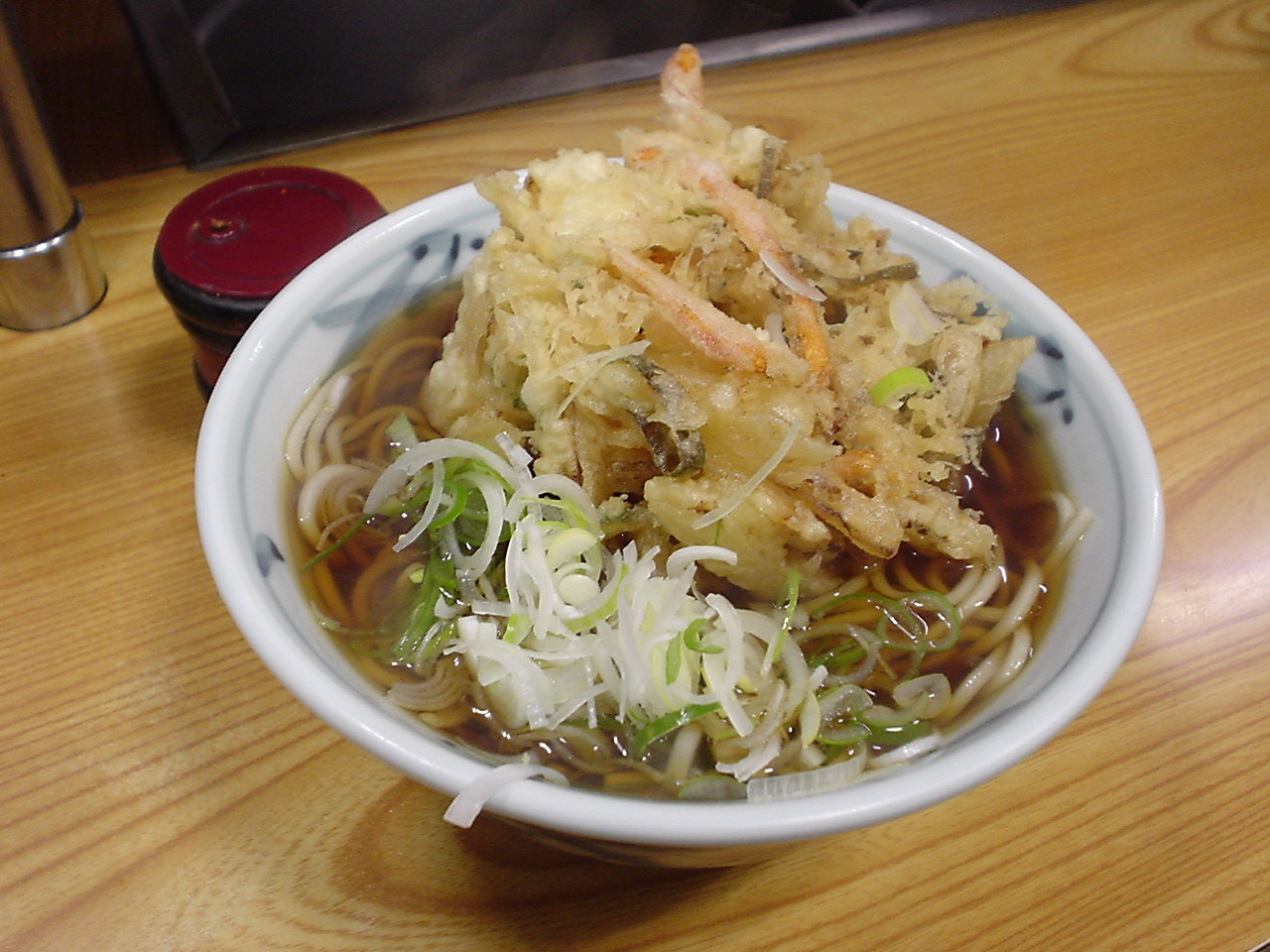
Món Tempura Soba được phục vụ tại tachigui ở Hatsudai, Tokyo.

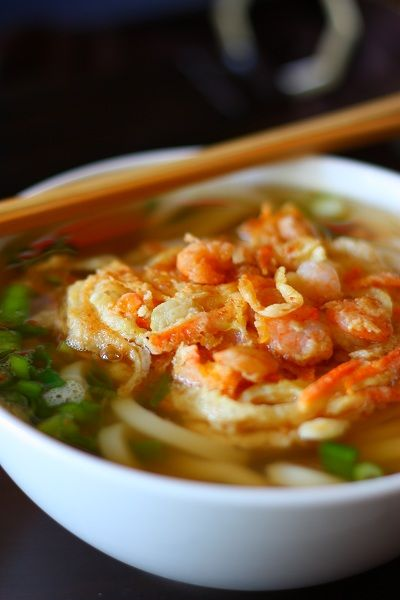
Kakiage-don.

Kakiage là một loại tempura sử dụng những miếng hải sản nhỏ, hoặc rau, hoặc cả hai đều có thể sử dụng để chế biến.
Kakiage đôi khi còn sử dụng các thành phần chính là những khối cá hoặc các loại động vật có vỏ có kích thước nhỏ,  hoặc được cắt thành miếng nhỏ. 
Các loại hải sản được sử dụng bao gồm tôm, các loại nhuyễn thể như sò điệp,  hoặc cá,   và có thể kết hợp với các loại rau như hành tây hoặc mitsuba .  Kakiage cũng có thể sử dụng các nguyên liệu chay như cà rốt, ngưu bàng hoặc hành tây cắt nhỏ thành hình que diêm   hoặc thành miếng nhỏ. 

### Chuẩn bị
Đầu tiên, món ăn được nắm thành cục, sau đó được chiên lên và được tạo thành hình chiếc đĩa.   Do vậy, kakiage đôi khi được mô tả như một loại "bánh kếp".  Nó còn được gọi là một loại " đồ ăn lăn bột chiên ".  
Công thức chế biến món ăn này bao gồm việc cho các nguyên liệu đã đập dập vào dầu nóng,  và vì nó có thể bị vỡ nên một chiếc thìa có thể được sử dụng để giữ cố định cho đến khi món ăn đã thành hình.  Để hỗ trợ cho việc nấu nướng, một dụng cụ hiện đại được bán gọi là vòng kakiage — đó là một khuôn kim loại hình trụ, có đục lỗ trên tay cầm. 
Theo cách truyền thống, những mảnh nhỏ nguyên liệu khi bị vỡ ra phải liên tục được "cào lại với nhau" (tiếng Nhật: kakiageru (掻き上げる kakiageru)  ). 

### Phục vụ
Kakiage có thể được dùng với nước chấm tentsuyu, hoặc cùng với tempura và củ cải daikon nạo,  hoặc với muối nêm,  giống như bất kỳ loại tempura nào khác.
Nó cũng có thể được phục vụ dưới dạng một món kakiage donburi hoặc kakiage don, là một món cơm với một miếng kakiage được đặt trên cơm trắng.   Donburi (nghĩa là "bát tempura") cũng có thể bao gồm một miếng kakiage trong số các miếng tempura khác. 
Kakiage còn có thể được dùng để phủ lên trên một bát kakesoba ( soba nóng trong nước dùng ) hoặc udon . 

### Thành phần được sử dụng tại Nhật Bản
Kakiage thường sử dụng một loại tôm gọi là shiba ebi ( Metapenaeus spp.), trong khi tempura tôm nguyên con riêng lẻ thường sử dụng cả shiba ebi và saimaki ebi ( tức kuruma ebi chưa trưởng thành).  
Một biến thể khác là sử dụng một loại "sò điệp" nhỏ gọi là kobashira, song thực chất đây là cơ khép của trai bakagai hoặc trai aoyagi ( Mactra chinensis ).  
Kakiage sử dụng nguyên liệu là tôm hoa anh đào tươi thường được cung cấp ở vùng lân cận Vịnh Suruga, Tỉnh Shizuoka, nơi chúng được đánh bắt,  mặc dù một số công thức có thể yêu cầu tôm hoa anh đào khô được bán rộng rãi hơn. 

## Từ nguyên
Món ăn được đặt tên là kakiage do mọi người thường "trộn" (tiếng Nhật gọi là kakimazeru (かき混ぜる kakimazeru)  các nguyên liệu trước khi chiên. Điều này đã được tuyên bố như vậy bởi một đầu bếp tempura kiêm chủ sở hữu của Tenkichi ở Yokohama . 
Học giả Ikeda Yasaburō cũng giới thiệu một từ nguyên tương tự, bắt nguồn từ một giai thoại của một đầu bếp tempura khác đã được trích dẫn.  

## Lịch sử
Morisada mankō (được viết trong giai đoạn 1837–1853) đã đề cập đến một món tempura được yêu cầu từ một tiệm mỳ soba sử dụng loại tôm shiba ebi để chế biến (tức loại Metapenaeus joyneri). Theo một nhà nghiên về mì soba, tempura soba đã được phát minh vào thời kỳ Bunsei (1818–1830), với việc sử dụng tôm shiba ebi như một món ăn kèm kakiage.
Cựu tướng quân Tokugawa Yoshinobu (1837–1913) từng là khách quen của nhà hàng tempura Tenkin, nơi ông sẽ gọi một món kakiage đặc biệt có kích thước lớn và được phục vụ trên đĩa Nabeshima. 

## Trích dẫn